# Purger & Co.

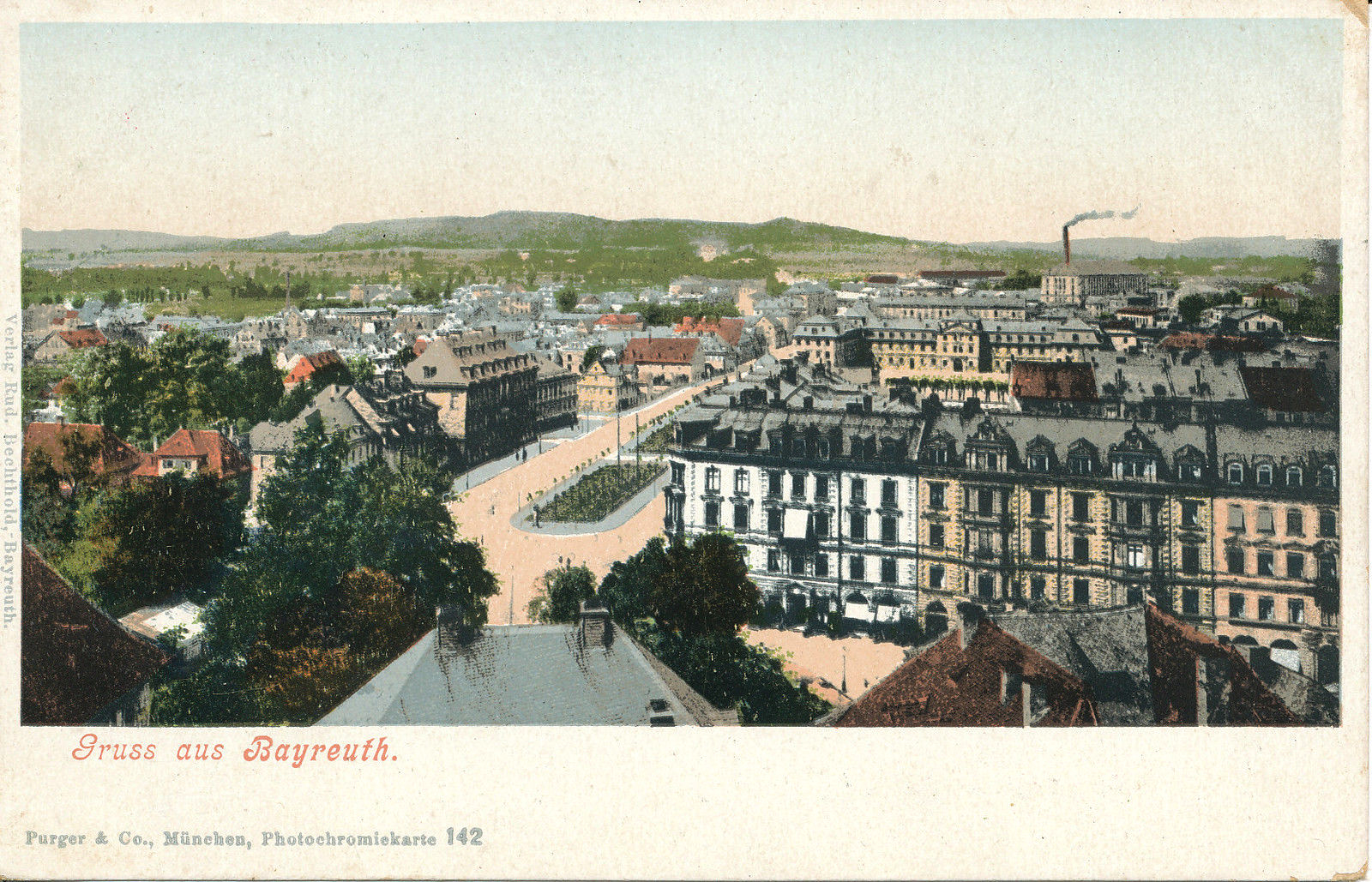
Eine der ältesten Postkarten von Purger aus Bayreuth

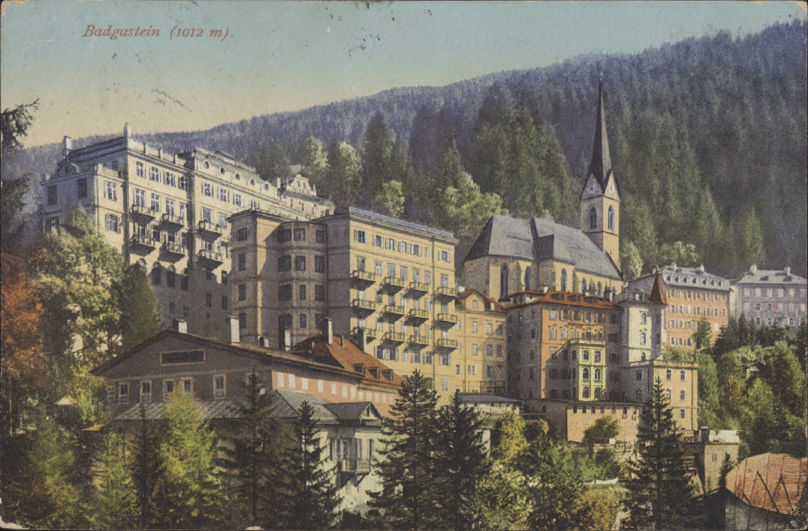
Purger-Ansichtskarte von Bad Gastein

Der Verlag Purger & Co. war ein Postkarten-Verlag mit Sitz in München an der Mozartstraße 13.  Gegründet wurde der Verlag vermutlich von Adolf Purger, Unternehmensaktivitäten sind zumindest für die Jahre 1899 bis 1920 nachgewiesen. Es ist möglich, dass das Unternehmen, das sich auch als Kunst- und Verlagsanstalt bezeichnete, nebst Ansichtskarten zudem weitere Produkte herstellte.
Der Verlag ist bekannt für seine farbigen Ansichtskarten mit Motiven aus ganz Europa und dem Mittelmeerraum, die in einem Dreifarben-Chromolithografiedruck, Photochromdruck genannt, hergestellt wurden. Die Karten tragen jeweils den Aufdruck Photochromiekarte. Das Unternehmen druckte nicht nur Karten auf eigene Rechnung, sondern auch im Auftrag von anderen Verlagen und Fotografen.

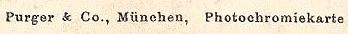
Druckereivermerk Purgers auf Ansichtskarten

Purger-Karten waren zu Beginn am unteren Rand der Bildseite nummeriert, aber später – vermutlich nach 1905 – auf der Adressseite.

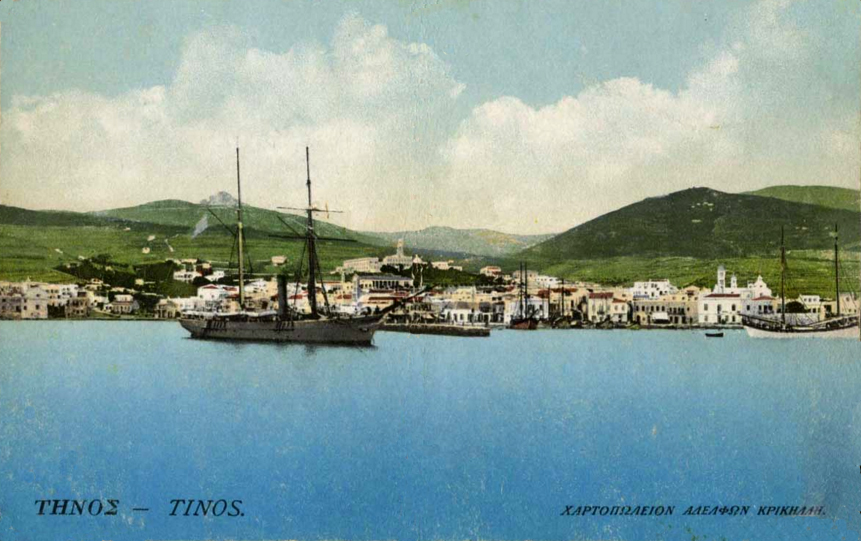
Typische Purger-Karte von Tinos

Purger & Co. wird als einer der weltweit wichtigsten Hersteller farbiger Ansichtskarten seiner Zeit und einer der einflussreichsten Postkartenverlage des Goldenen Zeitalters der Ansichtskarten in den ersten Jahren des 20. Jahrhunderts bezeichnet, neben Namen wie den Künzlis in Zürich, Römmler & Jonas sowie Stengel & Co. in Dresden, Paul Trabert und Dr. Trenkler & Co. in Leipzig, Knackstedt & Näther in Hamburg, E. Maass in Berlin, Brunner & Co. in Como oder den beiden spanischen Verlagen Hauser y Menet und Casa Laurent. Ein Kritiker lobte Purger & Co. im  Jahr 1907 als spezialisierte Druckerei für „die Produktion von Karten exzellenter Qualität und in großer Vielfalt“ und hob besonders die Farben hervor, welche „durch solch perfekte Prozesse reproduziert werden, dass ihre Graduierung besondere Anerkennung verdient“.

„Ansichtskarten in Photochromie-Ausführung bringt die Kunst- und Verlagsanstalt Purger & Co., München, in den Handel. Die Karten sind sehr gut ausgeführt und werden sicher grösseren Anklang finden.“